# German Khan
German Khan, né le 24 octobre 1961 à Kiev, est un milliardaire russe originaire de l’Ukraine. Sa fortune est estimée à 9,7 milliards d’euros en septembre 2020 selon Forbes. Il contrôle le Alfa Group et LetterOne avec les milliardaires Mikhail Fridman et Alexei Kuzmichev.

## Biographie
Il est né le 24 octobre 1961 à Kiev en Ukraine dans une famille juive. Après avoir travaillé quelque temps en tant que serrurier il s’inscrit 1983 à l’Institut de l’acier et des alliages de Moscou. Il rencontrera à ce moment-là ces deux associés Mikhail Fridman et Alexeï Kouzmitchev. Il sera diplômé de l’institut en 1988.
Ils ont fondé à trois, une première entreprise spécifiée dans la vente de produit électronique et d’autre produit de base.
En 1989, il rejoint la holding Alfa Eco qui contrôle la majorité de leur investissement.
En 1991, il crée Alfa Bank, qui deviendra plus tard la plus grosse banque non-étatique de Russie.
Il créera une société de négoce de matière première nommé Crown Trade and Finance. 
En 1996, il devient président de Eco Alfa.
En 1997, le groupe Alfa achète 40 % de l’entreprise pétrolière TNK dont la propriété est partagée avec BP.
Deux ans plus tard sera rachetée la filiale appartenant à BP après que celle-ci fut mise en faillite. Cette filiale était pourtant la plus active du groupe et BP accuse le procès d’être truqué.
L’un des pétroliers de la Crown Ressources a connu un accident au large de l’Espagne et a rejeté 20 000 tonnes de pétrole. À la suite de cet accident, le groupe a vendu la filiale en 2002. 
En 2003, AAR et BP ont fusionné créant ainsi TNK-BP. Ce groupe est désormais le troisième plus gros producteur de Russie et dans le top 10 mondial.
En 2005, l’Alfa Group décide de diversifier ses activités en rachetant Turkcell (opérateur téléphonique). Le PDG de l’époque était Bob Dudley et fut contraint de quitter la Russie après une dispute concernant la stratégie en 2008.
Aujourd’hui German Khan possède 23 % de Alfa Bank, 25 % de RWE Dea Unit, 15 % de X5, 3,2 % de Turkcell et 12,6 % de VimpelCom.
En 2022, avec Mikhail Fridman et Petr Aven, il démissionne du Genesis Philanthropy Group à la suite de l'invasion russe en Ukraine.